# 崔國政
崔国政（1968年1月—1989年6月4日），吉林辉南人，满族，中国人民解放军军人，六四戒严部队士兵。在六四事件中被杀，后被中华人民共和国政府追认为「共和国卫士」。

## 早期经历
1985年夏，崔国政初中毕业，由于家庭生活困难没有就读高中，进入吉林省辉南县5514服务公司当临时工。
1986年秋，崔国政应征加入中国人民解放军，期间在部队中当过饲养员和炊事员。

## 六四事件
1989年5月，北京部分地区戒严后，崔国政所在的部队接到去北京执行戒严的命令，随队前往北京。当时他担任沈阳军区第39集团军步兵第116师347团炮兵营榴炮2连6班战士，下士军衔。

### 中华人民共和国政府说法
1989年6月4日凌晨，崔国政所在的军车行至崇文门内大街与西大街交叉口处时受阻掉头，由于军车尾部挂着炊事车，因此军车被马路牙子卡住。军车熄火后被袭击者的砖头和石块攻击，车上12名战士撤到天桥上。在天桥上，袭击者和身前的三个老太太沿天桥走，老太太走到军人面前时突然屈膝跪下，军人在扶老太太时袭击者趁机向军人进行攻击。在撤离天桥时，崔国政被数名袭击者围住毒打，昏厥后被袭击者从天桥上扔下。在4日凌晨4时40分左右，崔国政被泼洒汽油活活烧死，死后尸体被吊在崇文门过街天桥上。

### 其他媒体的记载
根据美国作家、中国问题研究专家夏伟在其著作《Mandate of Heaven: The Legacy of Tiananmen Square and the Next Generation of China's Leaders》中记载，崔国政并不像中国官方描述的那样是一名“暴徒暴乱的无辜受害者”，根据两名外国全程目击证人提供给国际特赦组织的报告，当晚崔国政所在的军车在行驶中被卡住，崔国政与其他多名士兵下车后，与围观群众爆发争吵并被辱骂。这导致崔国政向人群开枪，杀死一名老年妇女、一名成年男子和一名年幼女孩。而后为了试图保护自己，崔国政把自己锁在军车的驾驶室内，却被愤怒的人群围攻，弃车逃生不成被杀。同一报告中，另一说法来自英国人玛格丽特·霍尔特（Margaret Holt），她声称一名士兵杀死三名求他停止开枪的年轻女学生和一名路过的年长男子，并在换弹匣时被围攻的人群吊死，但未明确指出其身份。
夏伟在书中另记载了崔国政被烧焦尸体的影像是中国官方“精心策划”剪切的，作为共产党宣传内容的一部分反复播放，以此证明当夜发生于街头的暴乱行为是“反革命分子”而非士兵制造的。

## 事后
1989年6月4日下午4时左右，第20集团军步兵第58师174团1营行至崇文门天桥时发现了崔國政的屍體，在174团副参谋长邹华强的带领下将其转移至天坛公园临时安置。
事后北京市部分民众在其死亡地纪念。1989年6月13日凌晨4时，戒严部队第27集团军步兵第80师第239团某排在排长刘汉臣少尉率领下在北京火车站巡逻，于京都饭店门口逮捕崔国政案的凶手之一赵跃堂，其为湖北省公安县官沟乡新四村10组村民、在北京无业流窜。后同案犯崇文区某医院工人杨世增，无业人员李卫东相继被抓捕。
1989年6月18日，中国国家主席、中央军事委员会副主席兼秘书长杨尚昆在北京会见崔国政、刘国庚、李国瑞的亲属，并向其表示慰问和哀悼。1989年6月30日，中央军事委员会主席邓小平和国务院总理李鹏发布命令，追授崔国政“共和国卫士”称号。并追认为中国共产党党员。1989年9月27日，共和国卫士崔国政烈士纪念馆在吉林省辉南县开馆展出。